# Oxytrita
Oxytrita é um gênero de traça pertencente à família Arctiidae.